# Mars (Fluss)
Der Mars ist ein Fluss in Frankreich, der im Département Cantal in der Region Auvergne-Rhône-Alpes verläuft. Er entspringt im Berggebiet Monts du Cantal an der Nordwestflanke des Puy Mary (1783 m) im sogenannten Cirque du Falgoux. Der Fluss entwässert generell in nordwestlicher Richtung durch ein dünn besiedeltes Gebiet und durchquert dabei in seinem Oberlauf den Regionalen Naturpark Volcans d’Auvergne. Er mündet schließlich nach insgesamt rund 41 Kilometern beim Ort Vendes, an der Gemeindegrenze von Méallet und Bassignac, als linker Nebenfluss in die Sumène.

## Orte am Fluss
(Reihenfolge in Fließrichtung)
- Le Falgoux
- Le Vaulmier
- Saint-Vincent-de-Salers
- Maleprade, Gemeinde Anglards-de-Salers
- Vendes, Gemeinde Bassignac

## Sehenswürdigkeiten
- Château de Chanterelle, Schloss aus dem 15. Jahrhundert am Fluss bei Saint-Vincent de Salers – Monument historique[4]